# Динама
Динама —  в механике совокупность вектора силы и векторного момента, векторы которых совпадают (образуют векторный винт). Термин впервые был употреблен Р. Боллом. Любая система сил, главный вектор которой {\displaystyle {\vec {R}}\neq 0} и главный момент {\displaystyle {\vec {M_{1}}}\neq 0}, а также скалярное произведение {\displaystyle {\vec {R}}\centerdot {\vec {M_{O}}}\neq 0} может быть приведена к динаме. Линию действия силы {\displaystyle {\vec {R_{1}}}\neq 0} называют центральной винтовой осью. 